# Gastrotheca guentheri
Espèce
Synonymes
- Amphignathodon guentheri Boulenger, 1882

Statut de conservation UICN

 DD  : Données insuffisantes
Gastrotheca guentheri est une espèce d'amphibiens de la famille des Hemiphractidae.

## Répartition
Cette espèce se rencontre entre 1 200 et 2 010 m d'altitude sur le versant Ouest de la cordillère Occidentale :
- en Colombie dans les départements d'Antioquia, de Risaralda, de Chocó, de Valle del Cauca, de Cauca et de Nariño ;
- en Équateur dans les provinces de Pichincha et de Cotopaxi.

## Étymologie
Cette espèce est nommée en l'honneur d'Albert Günther.

## Publication originale
- Boulenger, 1882 : Catalogue of the Batrachia Salientia s. Ecaudata in the collection of the British Museum, ed. 2, p. 1-503 (texte intégral).